# Mike Watt
Mike Watt, född 20 december 1957 i Portsmouth, Virginia, är en amerikansk basgitarrist och sångare, känd bland annat som medlem i grupperna Minutemen, fIREHOSE och på senare år The Stooges.

## Biografi
Watt blev i början av 1980-talet känd som medlem av det inflytelserika punkrockbandet Minutemen, tillsammans med barndomsvännen D. Boon och George Hurley. När bandet upplöstes 1985 till följd av Boons död i en bilolycka tänkte han först avsluta sin musikkarriär men övertalades av gitarristen och Minutemen-fanet Ed Crawford att fortsätta. Watt, Crawford och Hurley bildade bandet fIREHOSE, som varade fram till 1994.
Watt gav 1995 ut sitt första soloalbum, Ball-Hog or Tugboat?. Ett flertal kända musiker medverkade, däribland Eddie Vedder och Dave Grohl som även följde med på den följande turnén. 1997 kom uppföljaren Contemplating the Engine Room. Han började också spela med gruppen Banyan, vars självbetitlade debutalbum kom ut samma år. 
När The Stooges återförenades 2003 blev Watt gruppens basist. Hans tredje soloalbum, The Secondman's Middle Stand, släpptes året därpå. 2005 bildade han sidoprojektet Unknown Instructors som släppte debutalbumet The Way Things Work samma år.
Mellan 1987 och 1994 var Watt gift med den tidigare Black Flag-basisten Kira Roessler.

## Diskografi
Album
- 1995 – Ball-Hog or Tugboat?
- 1997 – Contemplating the Engine Room
- 2004 – The Secondman's Middle Stand
- 2011 – Hyphenated-man
- 2016 – "Ring Spiel" Tour ’95
- 2017 – Contemplating the Engine Room: Live in Long Beach '98